# Liste der Monuments historiques in Neuilly-sur-Marne
Die Liste der Monuments historiques in Neuilly-sur-Marne führt die Monuments historiques in der französischen Gemeinde Neuilly-sur-Marne auf.

## Liste der Bauwerke
| Bezeichnung          | Beschreibung | Standort                       | Kennzeichnung | Schutzstatus | Datum | Bild           |
| -------------------- | ------------ | ------------------------------ | ------------- | ------------ | ----- | -------------- |
| Kirche St-Baudile    |              | Place du Chanoine-Héro (Lage)  | PA00079940    | Classé       | 1913  | weitere Bilder |
| Hôpital Ville-Évrard |              | 202, avenue Jean-Jaurès (Lage) | PA93000002    | Inscrit      | 1996  | weitere Bilder |

## Liste der Objekte
- Monuments historiques (Objekte) in Neuilly-sur-Marne in der Base Palissy des französischen Kultusministeriums